# Abiko
Abiko (我孫子市, Abiko-shi) est une ville de la préfecture de Chiba, au Japon.

## Géographie

### Situation
Abiko est située dans le nord-ouest de la préfecture de Chiba, au bord du fleuve Tone. Le lac Tega se trouve au sud de la ville.

### Municipalités limitrophes
| Kashiwa | Toride  | Toride |
| Kashiwa | Abiko   | Tone   |
| Kashiwa | Kashiwa | Inzai  |

### Démographie
Au 1er juillet 2024, la population d'Abiko était de 131 408 habitants, répartis sur une superficie de 43,15 km2.

### Climat
| Mois                                             | jan.      | fév.      | mars      | avril     | mai       | juin      | jui.      | août      | sep.      | oct.      | nov.      | déc.      | année     |
| ------------------------------------------------ | --------- | --------- | --------- | --------- | --------- | --------- | --------- | --------- | --------- | --------- | --------- | --------- | --------- |
| Température minimale moyenne (°C)                | −1,7      | −0,3      | 3,2       | 7,6       | 13,6      | 17,6      | 21,8      | 23,1      | 19,2      | 13,2      | 6,6       | 0,9       | 10,4      |
| Température moyenne (°C)                         | 3,3       | 4,5       | 8,3       | 12,8      | 18,3      | 21,2      | 25,1      | 26,6      | 22,7      | 17        | 11,1      | 5,7       | 14,7      |
| Température maximale moyenne (°C)                | 9         | 9,8       | 13,8      | 18,4      | 23,7      | 25,7      | 29,8      | 31,5      | 27,3      | 21,6      | 16,3      | 11,1      | 19,8      |
| Record de froid (°C) date du record              | −7,2 2021 | −6,9 2012 | −3,4 2015 | −1,1 2011 | 5,3 2019  | 9,7 2010  | 15,1 2011 | 15,9 2018 | 10 2010   | 4,2 2021  | −1,8 2016 | −5 2014   | −7,2 2021 |
| Record de chaleur (°C) date du record            | 18 2020   | 21,3 2016 | 24,6 2013 | 28,9 2018 | 34,4 2019 | 34,5 2011 | 36,7 2018 | 39,2 2013 | 35,9 2010 | 32,1 2018 | 24,3 2020 | 22,6 2010 | 39,2 2013 |
| Ensoleillement (h)                               | 206,9     | 166,1     | 189,1     | 187       | 210,9     | 147,9     | 173,5     | 210,6     | 143,4     | 133,9     | 153,6     | 175,6     | 2 091,8   |
| Précipitations (mm)                              | 50,5      | 63,5      | 98,4      | 124,9     | 112,3     | 149,9     | 126,2     | 82,5      | 211,6     | 236,4     | 84,3      | 58,4      | 1 375,4   |
| Nombre de jours avec précipitations              | 4,4       | 6,4       | 9,1       | 10        | 8,5       | 11,6      | 10,6      | 7         | 11,5      | 10,8      | 8,1       | 5,8       | 104       |
| dont nombre de jours avec précipitations ≥ 10 mm | 1,8       | 1,8       | 4,1       | 4,1       | 3,7       | 4,6       | 3,9       | 2,5       | 5,2       | 4,8       | 2,2       | 2         | 40,2      |

| Diagramme climatique                                  |             |             |              |               |               |               |              |               |               |             |             |
| J                                                     | F           | M           | A            | M             | J             | J             | A            | S             | O             | N           | D           |
| 9−1,750,5                                             | 9,8−0,363,5 | 13,83,298,4 | 18,47,6124,9 | 23,713,6112,3 | 25,717,6149,9 | 29,821,8126,2 | 31,523,182,5 | 27,319,2211,6 | 21,613,2236,4 | 16,36,684,3 | 11,10,958,4 |
| Moyennes : • Temp. maxi et mini °C • Précipitation mm |             |             |              |               |               |               |              |               |               |             |             |

## Histoire
La ville moderne d'Abiko a été fondée le 1er décembre 1970.

## Éducation
L'institut d'ornithologie de Yamashina se trouve à Akibo.

## Transports
Abiko est desservie par les lignes Jōban et Narita de la JR East. La gare d'Abiko est la principale gare de la ville.

## Symboles municipaux
Les symboles municipaux sont :
- le zelkova du Japon (arbre)
- le rhododendron (fleur)
- la foulque macroule (oiseau)